# 春平侯
春平侯（？—？），原名赵出，战国时期赵国政治人物，为赵孝成王之子，在长兄死后继立为太子。

## 生平
前249年，春平侯出任趙國相邦。隔年，春平侯出使秦國，被秦王子楚找借口扣留在秦國为人質，也因此卸任相邦。前245年，趙孝成王去世，春平侯欲脫身，泄鈞为他游說秦國相邦呂不韋，翌年，春平侯得回趙國，此时趙偃已繼立为趙悼襄王（一說於前243年秦趙兩國關係緩和得以回國）。春平侯自侄子趙幽繆王即位时起取代守相司空馬出任趙國相邦五年，並與弟媳趙悼倡私通。其手下有春平侯相邦葛得和大攻尹趙間，曾代理管理邦左右庫的監造事務。
春平侯去相邦后，由司空馬繼任。